# Фер, Эрик
Эрик Фер (англ. Eric Fehr; род. 7 сентября 1985, Винклер, Манитоба) — канадский хоккеист, правый крайний нападающий. Обладатель Кубка Стэнли 2016 года в составе «Питтсбург Пингвинз».

## Карьера игрока

### Ранние годы
Начинал хоккейную карьеру в клубе «Пембина Вэлли Хоукз», играющем в MMMHL. Начиная с сезона 2000/01, выступал за «Брэндон Вит Кингз» в Западной хоккейной лиге.

### Клубная карьера

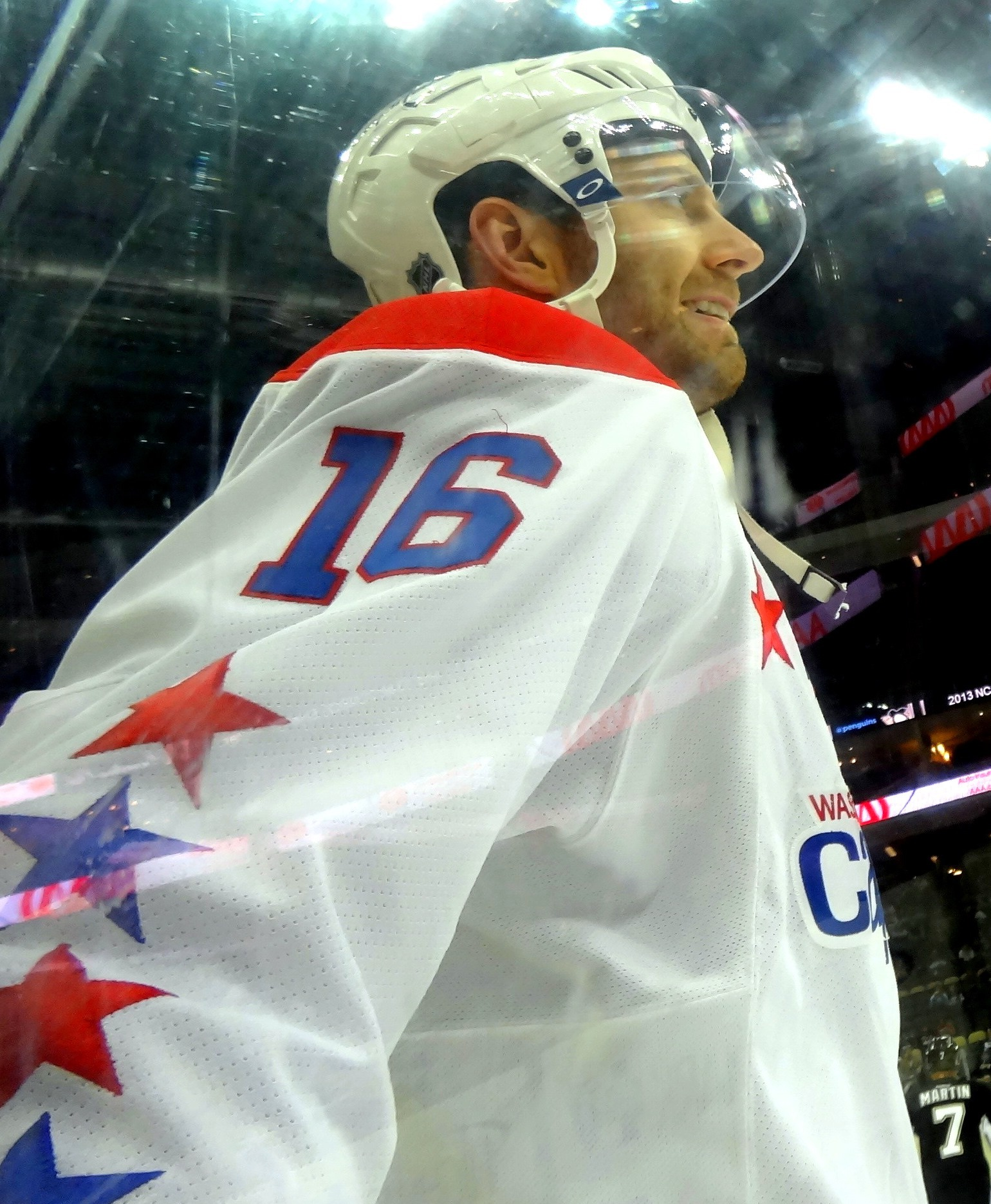
Фер в составе «Вашингтон Кэпиталз» в 2013 году.

Был выбран «Вашингтон Кэпиталз» на драфте НХЛ 2003 года в 1 раунде под общим 18-м номером. Дебютировал в НХЛ в сезоне 2005-06 в матче против «Флорида Пантерз», который состоялся 18 декабря 2005 года. «Кэпиталз» в том матче проиграли со счетом 2:3, Фер провёл на льду 7 минут 33 секунды, отметившись двумя бросками по воротам и двумя минутами штрафа. Следующий матч в НХЛ он провёл 3 февраля 2006 года против «Торонто Мейпл Лифс». В целом за сезон от провел в составе «Вашингтон Кэпиталз»11 игр, не заработав ни одного очка. В остальное время он играл за фарм-клуб «Херши Беарс» в АХЛ, где был одним из наиболее результативных игроков.
Сезон 2006—2007 Эрик начинал в «Херши». Его первая в том сезоне игра за «Вашингтон Кэпиталз» состоялась лишь 27 января 2007 года: «Кэпиталз» выиграли у «Каролина Харрикейнз» — 7:3, а Фер забил свой первый гол в НХЛ. В сезоне 2006/07 Фер провёл в НХЛ 14 матчей, в которых забил 2 шайбы и отдал 1 результативную передачу. В последующих сезонах Фер уже был основным игроком команды, играя преимущественно в третьем звене.
Сезон 2007/2008 был омрачен для Эрика травмой межпозвоночного диска, от которой он оправился только к февралю 2008 года и уже 4 числа вышел на лед. 11 июля 2008 года «Вашингтон Кэпиталз» продлил на один год контракт с хоккеистом.
16 июля 2009 года Фер обновил свой контракт с клубом еще на один год; сумма сделки составила $ 771,550.

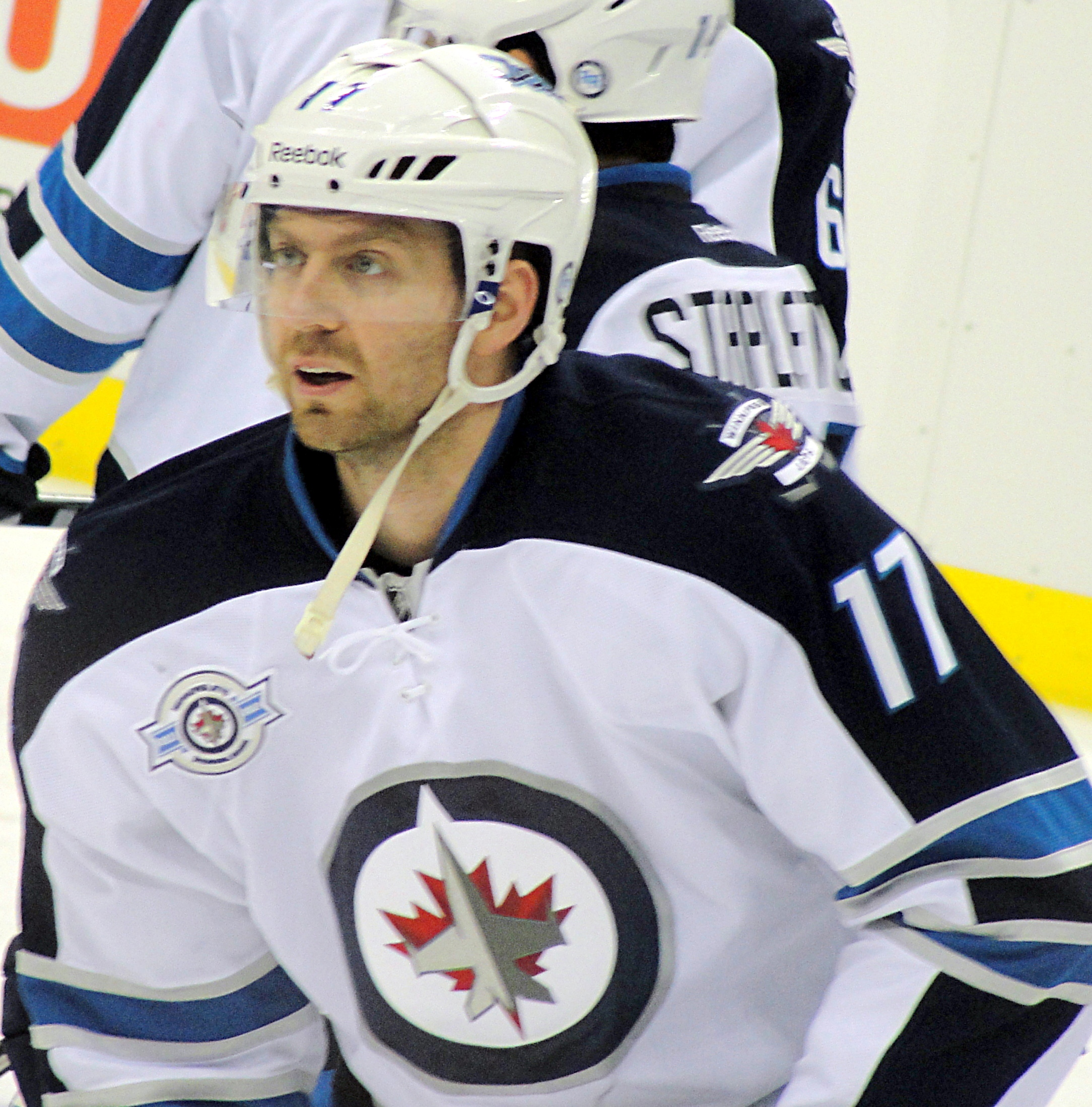
Фер в составе «Виннипег Джетс» в 2012.

8 июля 2011 года Эрик Фер был обменян в четвертом раунде драфта НХЛ 2012 года в «Виннипег Джетс» на форварда Даника Пакетта. В октябре 2011 года Фер перенес операцию на правом плече и пропустил большую часть сезона из-за повторяющихся проблем с ним. В конце сезона 2011/12 «Джетс» не стал делать квалификационное предложение форварду, и с 1 июля Эрик стал неограниченно свободным агентом. За клуб он провел 35 матчей, набрав 3 очка.
Из-за локаута в НХЛ он подписал 23 октября 2012 года свой первый европейский контракт с финским клубом ХПК, играющем в СМ-Лиге. Играя в Финляндии, он в 21 матче забил 13 голов и отдал 12 передач.
В 2013 году Эрик вернулся в США и 13 января подписал с «Вашингтон Кэпиталз» контракт до конца сезона. По итогам того сезона Фер заработал 17 очков в 41 матче НХЛ. В апреле 2013 года форвард подписал с клубом новое двухлетнее соглашение. Зарплата хоккеиста по новому контракту составила $1,5 млн.
За сезон 2013/14 Фер провел в составе «Кэпиталз» 73 игры, набрал 31 очко и забросил 13 шайб.
За регулярный чемпионат 2014/15 Эрик набрал 33 (19+14) очка в 75 играх. В начале июня Фер перенес операцию на локтевом суставе и выбыл из строя на полгода.
1 июля 2015 года хоккеист получил статус неограниченно свободного агента. 28 июля 2015 года форвард подписал контракт с «Питтсбург Пингвинз». Соглашение рассчитано на 3 сезона, по условиям которого хоккеист будет получать в среднем $ 2 млн. в год.
В сезоне 2015/16 в составе «Питтсбурга» стал обладателем Кубка Стэнли. Кубок привез в свой родной город Уинклер.
1 марта 2017 года был обменян в «Торонто Мейпл Лифс» на Фрэнка Коррадо. В первой же игре получчл травму руки и пропустил остаток сезона.
В сезоне 2017/18, сыграв 4 игры за «Торонто», был выставлен на драфт отказов, и, пройдя его, стал выступать в АХЛ за «Сан-Диего Галлз». 21 февраля 2018 года был обменян в «Сан-Хосе Шаркс» на пик 7-го раунда на драфте 2020 года.
В межсезонье покинул «Акул» и подписал 1-летний контракт на $ 1 млн с «Миннесотой Уайлд».

## Интересные факты
В конце 2014 года в США и Канаде начала продаваться написанная Эриком Фером детская книга «Бульдозер-хулиган». Доход от продажи книг пошёл на благотворительность.

## Статистика
| Легенда | Легенда                    | Легенда | Легенда                   | Легенда | Легенда    |
| ------- | -------------------------- | ------- | ------------------------- | ------- | ---------- |
| И       | Количество проведённых игр | Штр     | Штрафное время            | +/−     | Плюс-минус |
| Г       | Голы                       | П       | Голевые передачи          | О       | Очки       |
| -       | Статистика неизвестна      | —       | Статистика не учитывалась |         |            |

## Награды и достижения
| Награда                           | Год  |        |
| --------------------------------- | ---- | ------ |
| НХЛ                               |      |        |
| Кубок Стэнли (Питтсбург Пингвинз) | 2016 | [ 16 ] |